# مایکل کارتر (بازیکن فوتبال، زاده۱۹۸۰)
مایکل کارتر (انگلیسی: Michael Carter؛ زادهٔ ۱۳ نوامبر ۱۹۸۰) بازیکن فوتبال اهل بریتانیا است.
از باشگاه‌هایی که در آن بازی کرده‌است می‌توان به باشگاه فوتبال ویتبای تاون، باشگاه فوتبال ویتلی بای، و باشگاه فوتبال دارلینگتون اشاره کرد.